# Acantilados de Maro-Cerro Gordo
Los acantilados de Maro-Cerro Gordo son un paraje natural situado entre los municipios españoles de Almuñécar, de la provincia de Granada, y Nerja, de la provincia de Málaga, en la comunidad autónoma de Andalucía. Se encuentra declarado como ZEPIM.

## Descripción
Está constituido por una serie de calas y acantilados, con hasta 250 m de desnivel, formados por estribaciones de las sierras de Tejeda, Almijara y Alhama, erosionados por el oleaje del mar. En este mismo complejo geológico, se encuentran la Cueva de Nerja, aunque fuera de la delimitación de Paraje Natural. Destacan las playas de Las Alberquillas, la Cala del Cañuelo, ambas en Málaga, y la de Cantarriján, playa nudista de Granada. Separándolas, los escarpes de la Torre del Pino, Peñón del Fraile, Cerro de la Caleta y Cerro Gordo.
El Plan de Ordenación de los Recursos Naturales del Paraje Natural establece las actuaciones relacionadas con la navegación marítima permitida y  prohibida:
- Será de libre realización: La navegación con embarcaciones a partir de 200 m en las playas y 50 m en el resto de la costa, desde la línea de costa hacia mar adentro. El acceso desde el mar a playas, calas o acantilados con embarcaciones sin motor, sin perjuicio de lo dispuesto en la normativa sectorial de aplicación vigente. El fondeo y la permanencia a la deriva de las embarcaciones dentro de las zonas de fondeo libre que se establecen en el apartado 3, desde el orto hasta el ocaso. La navegación, el acceso desde el mar a playas, calas o acantilados, el acceso desde las playas al mar y el fondeo y la permanencia a la deriva de cualquier tipo de embarcación vinculada a la administración en el desarrollo de sus funciones para la gestión del Paraje Natural, así como de otras embarcaciones en situaciones de emergencia.

- Quedan prohibidas: La navegación deportiva o de recreo, la navegación con fines pesqueros y la presencia de cualquier tipo de embarcación a motor, motos náuticas, artefactos flotantes o de playa con motor, artefactos náuticos de recreo autopropulsados y artefactos de arrastre, a menos de 200 m de la línea de costa en zonas de playa y a menos de 50 m en el resto de la costa. El acceso desde el mar a playas, acantilados y calas con embarcaciones a motor. El fondeo y la permanencia a la deriva de las embarcaciones fuera de las zonas de fondeo libre que se establecen en el apartado 3 y dentro de dichas zonas desde el ocaso hasta el orto.

## Biodiversidad

### Flora
Conserva vegetación típicamente mediterránea, abundante en pinos piñoneros, lentiscos, palmitos, mirtos, romero marítimo, tomillo, lavanda, alucemas y albaidas. En la playa de la Alberquilla, existe una interesante vegetación psammófila, como la barrilla espinosa o la oruga de mar, ambas de tallo grueso para disminuir la salinización. También podemos encontrar en algunas playas del paraje natural Maro-Cerro Gordo, como en la cala El Cañuelo, el coral anaranjado o coral estrellado, Atroides calycularis, el cual se encuentra en zonas rocosas donde no llega la luz del sol. En los escarpes, especialmente en la Torre del Pino, abundan especies típicamente costeras, como el hinojo marítimo, el asterisco amarillo, el matagallos y el espliego. 
En el ámbito marino alberga tres de las cuatro especies de fanerógamas marinas presentes en el litoral andaluz: Posidonia oceanica, Cymodocea nodosa y Zoostera marina.

### Fauna
Entre la fauna propia del espacio natural, destacan los insectos, especialmente los lepidópteros, como la mariposa Bajá de dos colas, endémica de la zona. Entre los reptiles, el camaleón, la joya del espacio natural, de origen africano, al igual que algunos mamíferos como la gineta y el erizo moruno. Con frecuencia, se pueden observar cabras montesas que bajan desde la sierra de la Almijara, sobre todo, en invierno. Es abundante, igualmente, la fauna marina (algas diversas, cangrejos, tomates marinos, mejillones...)
La mayor variedad se da entre las aves, con anidamientos de gaviotas patiamarillas, cernícalos y halcones peregrinos, además de otras especies de gaviotas, charranes, petirrojos, tarabillas comunes, pinzones y currucas.

## Patrimonio
En el área protegida se encuentran varias torres vigía del siglo XVI (Cerro Gordo, de la Caleta, del Pino) y, en las inmediaciones, un interesante acueducto del siglo XIX.